# دان استوکر
دان استوکر (انگلیسی: Don Stoker; ۳۰ دسامبر ۱۹۲۲ – ۱ دسامبر ۱۹۸۵) بازیکن فوتبال اهل بریتانیا بود.
از باشگاه‌هایی که در آن بازی کرده‌است می‌توان به باشگاه فوتبال ساتون یونایتد و باشگاه فوتبال کینگستونیان اشاره کرد.
وی همچنین در تیم ملی فوتبال تیم فوتبال المپیک بریتانیای کبیر بازی کرده‌است.